# Clube Desportivo Macaé Sports (calcio a 5)
Clube Desportivo Macaé Sports è una squadra brasiliana di calcio a 5 fondata l'8 giugno 1998 a Macaé. Partecipa al massimo campionato brasiliano, la Liga Futsal.
Vincitrice di un campionato di Rio de Janeiro nel 2004 la squadra di Macaé ha poi partecipato nello stesso anno per la prima volta alla Liga Futsal, dove i risultati sono stati non molto buoni: decima, dodicesima e ventesima nonché ultima posizione nei tre campionati sin qui disputati. La squadra del presidente Rogério Maciel de Oliveira, allenata nel 2007 da Cláudio Marcio Martins Paes, affronta la sua quarta stagione nella massima lega brasiliana.

## Rosa 2007
| N° | Naz.               | Ruolo      | Sportivo                                           |  |  |  |
| -- | ------------------ | ---------- | -------------------------------------------------- |  |  |  |
| 1  | Brasile (bandiera) | Portiere   | Diogo Trinidade Ribeiro (Diogo)                    |  |  |  |
| 2  | Brasile (bandiera) | Difensore  | José Roberto Aguiar Ventura Filho (Betão)          |  |  |  |
| 3  | Brasile (bandiera) | Esterno    | Wagner Maia da Silva (Bahia)                       |  |  |  |
| 4  | Brasile (bandiera) | Difensore  | Edson Luis Bernardo Lima (Edson)                   |  |  |  |
| 5  | Brasile (bandiera) | Esterno    | Hézio da Silva Junior (Chiquinho)                  |  |  |  |
| 6  | Brasile (bandiera) | Esterno    | Rafael Antonio Teixeira de Araujo Martins (Rafael) |  |  |  |
| 7  | Brasile (bandiera) | Esterno    | Alexandre Pereira da Silva (Alê)                   |  |  |  |
| 8  | Brasile (bandiera) | Difensore  | Rodrigo de Petta Taverna (Rodrigo)                 |  |  |  |
| 9  | Brasile (bandiera) | Esterno    | Danilo Baron (Danilo)                              |  |  |  |
| 10 | Brasile (bandiera) | Esterno    | Rodrigo Xavier da Rocha (Rodriguinho)              |  |  |  |
| 12 | Brasile (bandiera) | Portiere   | Nilton Cesar Ferreira Monteiro (Nilton)            |  |  |  |
| 13 | Brasile (bandiera) | Pivot      | Robson Bernardino Fernandes (Robson)               |  |  |  |
| 15 | Brasile (bandiera) | Difensore  | Vandré da Costa de Souza (Vandré)                  |  |  |  |
| 16 | Brasile (bandiera) | Esterno    | Marcelo Leandro Ferreira (Marcelinho)              |  |  |  |
| 20 | Brasile (bandiera) | Portiere   | Welington Firmino de Oliveira (Ton)                |  |  |  |
| 21 | Brasile (bandiera) | Esterno    | Paulo Cezar Diniz da Costa Jr. (PC)                |  |  |  |
| 22 | Brasile (bandiera) | Difensore  | Paulo de Oliveira Vianna (Paulinho)                |  |  |  |
| 23 | Brasile (bandiera) | Portiere   | Muricio José Witt da Silva Moura (Mauricio)        |  |  |  |
| 25 | Brasile (bandiera) | Esterno    | Arthur Linhares Silva (Arthur)                     |  |  |  |
| 26 | Brasile (bandiera) | Difensore  | Leonardo Rodrigues Alves (Léo)                     |  |  |  |
| 27 | Brasile (bandiera) | Esterno    | Eric de Souza Gonçalves (Eric)                     |  |  |  |
| 30 | Brasile (bandiera) | Esterno    | Alex Barbosa Pereira (Leco)                        |  |  |  |
| 32 | Brasile (bandiera) | Esterno    | Rafael Silva de Jesus (Silva)                      |  |  |  |
|    | Brasile (bandiera) | Allenatore | Cláudio Marcio Martins Paes ( - )                  |  |  |  |

## Palmarès
- 1 Campionato statuale di Rio de Janeiro: 2004